# Tasca di Rathke
La tasca di Rathke, detta anche tasca ipofisaria faringea o dotto cranio-faringeo, in embriologia è un'invaginazione della parte dorsale (del tetto) della faringe. Da questa origina la parte anteriore dell'ipofisi (adenoipofisi).

## Sviluppo
La sacca di Rathke ha origine ectodermica. Perde la sua connessione con la faringe dando origine all'ipofisi anteriore. La parete anteriore della sacca prolifera, riempiendo la maggior parte della sacca, e forma la pars distalis e la pars tuberalis. La parete posteriore forma la pars intermedia.
In alcuni organismi la parete anteriore proliferante non occupa completamente la sacca di Rathke, lasciando uno spazio (la fenditura di Rathke) tra pars distalis e pars intermedia.

## Patologia
La sacca di Rathke può sviluppare cisti benigne. Il Craniofaringioma è una neoplasia che può derivare dall'epitelio presente all'interno della fessura.